# Двадесетична бройна система
Двадесетичната бройна система е позиционна бройна система с целочислена основа двадесет (20). Двайсетичната наред с десетичната бройна система са сред най-древните бройни системи, като произхода им се свързва с броя на пръстите на ръцете и краката.
Двадесетична система е използвана в относително развитата математическа система на маите и ацтеките, както и от някои народи в Африка, като йоруба, и в Азия, като дзонгкха. Следи от двадесетична система има и в числителните имена в някои европейски езици, като баски, грузински, албански и френски. Например числото 55 на грузински се изразява като „два пъти по двайсет и петнайсет“.